# ダン・エッゲン
ダン・エッゲン（Dan Eggen、1970年1月13日 - ）は、ノルウェーの元サッカー選手。
元ノルウェー代表。ポジションはディフェンダー。

## 来歴
1993年にノルウェー代表デビュー。
出場機会は無かったが1994 FIFAワールドカップのメンバーにも選ばれた。
1997年から多くの試合に出場、1998 FIFAワールドカップでは初戦・モロッコ戦で得点を決めた。また、UEFA EURO 2000ではグループステージ全3試合に出場した。
2001年までに25試合に出場、2得点をあげた。

## 代表歴

### 出場大会
- ノルウェー代表
  - 1994 FIFAワールドカップ
  - 1998 FIFAワールドカップ

### 試合数
- 国際Aマッチ 25試合 2得点（1993年-2001年）[1]

| ノルウェー代表 | 国際Aマッチ | 国際Aマッチ |
| 年             | 出場        | 得点        |
| -------------- | ----------- | ----------- |
| 1993           | 1           | 0           |
| 1994           | 1           | 0           |
| 1995           | 0           | 0           |
| 1996           | 0           | 0           |
| 1997           | 9           | 1           |
| 1998           | 6           | 1           |
| 1999           | 0           | 0           |
| 2000           | 5           | 0           |
| 2001           | 3           | 0           |
| 通算           | 25          | 2           |